# Aphileus
Aphileus là một chi bọ cánh cứng trong họ 
Elateridae.
Chi này được miêu tả khoa học năm 1857 bởi Candèze.

## Các loài
Các loài trong chi này gồm:
- Aphileus distinctus Neboiss, 1959
- Aphileus ferox Blackburn, 1895
- Aphileus goombarus Neboiss, 1959
- Aphileus lucanoides Candèze, 1857
- Aphileus mulkanus Neboiss, 1959